# Castillo de Trolleholm
El Castillo de Trolleholm (en sueco: Trolleholms slott) es un castillo en el municipio de Svalöv, Escania, en el sur de Suecia. La finca comprende 110 edificaciones y un total de 12.300 acres (5000 hectáreas). Originalmente llamado Kattisnabbe y después Eriksholm, se conoce desde 1424, y fue un monasterio a finales de la Edad Media.
Perteneció a un miembro de la familia Thott (1533-1680) y a la familia Trolle (1680-1806). Frederik Trolle (1693-1770) le dio su nombre actual en 1755. Durante 1806 fue dado por herencia a la familia que aún lo posee. El propietario de la finca lleva el apellido Trolle-Bonde.